# Поєніле-Оанчей
Поєніле-Оанчей (рум. Poienile Oancei) — село у повіті Нямц в Румунії. Входить до складу комуни Стеніца.
Село розташоване на відстані 298 км на північ від Бухареста, 57 км на схід від П'ятра-Нямца, 38 км на захід від Ясс.

## Населення
За даними перепису населення 2002 року у селі проживали 264 особи, усі — румуни. Усі жителі села рідною мовою назвали румунську.